# 超時空要塞マクロス THE FIRST
『超時空要塞マクロス THE FIRST』（ちょうじくうようさいマクロス ザ・ファースト Super Dimension Fortress MACROSS THE FIRST）は、美樹本晴彦による日本の漫画作品。1982年にテレビアニメとして放送された『超時空要塞マクロス』の漫画化作品。
2009年、本作品と同時に創刊された『マクロスエース』（角川書店 現・KADOKAWA刊）での連載開始後、連載媒体を何度か変え、現在はウェブコミックとして配信されている（詳細は#連載媒体の変遷を参照）。

## 概要
1982年にテレビアニメとして放送された『超時空要塞マクロス』は可変戦闘機をはじめとするメカニック、三角関係を描いた恋愛ドラマ、そして「歌」をフィーチャーした展開によりヒットする。1984年には劇場用映画『超時空要塞マクロス 愛・おぼえていますか』が公開され、1980年代を代表するアニメの地位を獲得する。その後も『マクロス7』や『マクロスプラス』など数々の作品が制作され、シリーズ化されてきた。
2008年には「マクロスシリーズ」25年記念作品『マクロスF』がヒットし、シリーズの再評価が進む。そこで、劇中にてマクロスが発進したとされる2009年を記念し、後のシリーズ作品を踏まえつつシリーズの原点を再構築した本作が連載開始された。
ストーリーはテレビアニメをベースにしつつ、OVA『マクロス ゼロ』の完結後から連なる前日譚など、放送後に設定された要素も加えられている。また、キャラクターやメカニックのデザインは『愛・おぼえていますか』の要素を織り交ぜつつ、リニューアルや新設定も盛り込まれている。そのほか、折りたたみ式携帯電話やデジタルフォトフレームといった現実の2009年の風俗も取り入れられており、携帯電話でのメールの送受信や写メールの撮影シーンなども描かれている。
作者の美樹本は本作以前の作品まではペンと原稿用紙を用いるアナログ方式で漫画を描いていたが、本作で初めてパソコンの漫画製作ソフトを導入している。このため、ドスパラの協力で新たにパソコンを購入している。
アニメシリーズ第1作を当時のキャラクターデザイナー自身の手でリメイクするという手法や新創刊の専門誌への掲載といった点に、アニメ『機動戦士ガンダム』の元キャラクターデザイナーである安彦良和の漫画『機動戦士ガンダム THE ORIGIN』からの影響が見られる。

## 連載媒体の変遷
2009年創刊の『マクロスエース』Vol.001にて連載を開始。同誌は『マクロスF』中心の誌面構成だったが、本作は毎号表紙と巻頭を飾るなど主力的な位置づけにあった。『マクロスエース』が2011年Vol.008を最後に事実上の休刊を迎えると、同年9月より雑誌『月刊ガンダムエース増刊 ニュータイプエース』（角川書店）へ移籍し、連載を継続した。
2013年に『ニュータイプエース』が休刊した後はウェブコミックでの連載体制へ移行し、2014年より『コミックNewtype』で本編のストーリーから遡る「南アタリア島」編を連載していたが、2016年秋以降はおよそ2年間休載状態が続いた。
2018年2月からはKADOKAWA系列を離れ、Cygamesが運営するWebコミック配信サイト『サイコミ』に移籍し、第1話から加筆改訂された「再起動（リブート）版」を毎週日曜に連載（配信）している。
2019年10月、サイコミでの連載休止が発表された。作者公式サイトでは、再掲載をしつつ「ミス・マクロス編」の開始準備を進めていたが、諸般の事情により一旦休止になったことと、今後はサイコミと版権元のビックウエストと相談の上、再開の機会を待つことになる、と報告している。

## あらすじ
西暦2012年、リン・ミンメイは宇宙へ飛び立った。
その3年前の2009年、全長1200メートルにおよぶ巨大な宇宙戦艦「マクロス」の進宙式の記念式典に行われる予定のミス・マクロスコンテストに、地元の中華料理屋の看板娘だったミンメイも参加する予定にしていた。
1999年に地球に落下し、後に「マクロス」と名づけられるその物体は、未知のテクノロジーと宇宙を舞台にした戦争が存在することを物語っていた。地球人類はこの物体を解析しつつ、「地球統合政府」の成立を急いだ。統合政府樹立のための統合戦争は10年にもおよんだが、ようやくそれも終わり、マクロスは修復されて宇宙へ飛び立とうとしていた。
そんな中、可変戦闘機バルキリーのアクロバット飛行中に1機のプロペラ機が入り込む。そのパイロットこそ、大会で7回の優勝経験を持つエアレーサーの一条輝であった。輝は統合軍の少佐となった先輩のロイ・フォッカーとの再会を懐かしむが、地球にはマクロスを追って異星人の艦隊が接近していた。
異星人の艦隊は地球統合宇宙軍の防衛ラインをやすやすと破り、衛星軌道上からマクロスへの攻撃を開始する。成り行きから輝はVF-1Dバルキリーへ乗り、この戦いに巻き込まれてゆく。

## 登場人物

### 主要人物
一条輝（いちじょう ひかる）
本作の主人公。民間のエアロレーサーのパイロット。アマチュア大会では7回の優勝経験を持つ。愛機ファンレーサーでマクロスの進宙式に闖入するが、成り行きでバルキリーVT102号機に乗り、初めての実戦を経験する。その後は地球統合軍に入隊し、最新型のバルキリーVF-1J改101番機に搭乗する。
リン・ミンメイ
横浜の中華レストランの一人娘で、15歳の中学生。ミス・マクロスコンテストに出場するため、叔母の経営する中華料理屋「娘娘飯店」（にゃんにゃんはんてん）に遊びに来ていたところ、異星人との戦闘に巻き込まれる。戦闘中に輝と出会い、親交を深めてゆく。赤い携帯電話を持っている。
前日談であるWeb版においては南アタリア諸島に客船で向かう途中、反統合軍襲撃戦を遭遇している。
早瀬未沙（はやせ みさ）
地球統合軍中尉でマクロスの主席戦闘指揮官。士官学校を首席で卒業した才媛。VT102号機に民間人の輝が乗っていることを知らず、出撃命令を出してしまう。

### 統合軍
ロイ・フォッカー
地球統合軍のスカル大隊長。バルキリーのパイロットで輝の先輩。先の統合戦争では180機撃墜したというエースパイロット。公私ともに輝を支える。
マクシミリアン・ジーナス
バルキリーの訓練生。機体がついていかないほどの操縦テクニックを持つと評判になっている。バルキリーだけでなく、デストロイド・トマホークにも搭乗する。
柿崎速雄（かきざき はやお）
フォッカーの部下にあたる訓練兵。ステーキが好物。愛称はザキ。
ブルーノ・J・グローバル
地球統合宇宙軍の准将。SDF-1マクロスの艦長。
クローディア・ラサール
地球統合軍の中尉でマクロスの主席航法・火器管制指揮官。フォッカーの恋人。
ヴァネッサ・レイアード
地球統合宇宙軍の少尉。マクロスのブリッジ付き主席情報管制士官。眼鏡をかけた女性。
キム・キャビロフ
地球統合宇宙軍の少尉。マクロスのブリッジ付き情報管制士官。ショートヘアの女性。
シャミー・ミリオム
地球統合宇宙軍の少尉。マクロスのブリッジ付き情報管制士官、航空管制指揮官補佐。小柄のロングヘアの女性。禁煙のブリッジで喫煙しようとすると、上官でも注意する。
統合軍パイロット内では「皆殺しのシャミー」とあだ名が付けられている一方、マクロスのレーダーシステムを元に即席の対アクティブステルスシステムを構築し、そのまま「百烈一指弾」なる技で構築したシステムを素早く操作してアクティブステルスで隠れた襲撃機の位置を特定するなど、天才的センスを持ちながらも感情が高揚しすぎると突拍子のない言動を放つことがしばしばある。
ジーナ・バルトロウ
マクロスの技師長で階級は少佐。アップヘア、眼鏡、網タイツが特徴の女性。フォールドシステムの消滅したマクロスの主砲を発射可能にするためにトランスフォーメーションを提案したり、ピンポイント・バリヤーシステムを考案したり、またVF-1の多数の強化プランを提案をする。
ジョン・モートン
統合軍の大型強襲揚陸艦ダイダロスの艦長。
早瀬隆司（はやせ たかし）
地球統合軍提督。早瀬未沙の父。
ライバー・フリューリンク
6年前に火星のサラ基地に赴任していた統合軍の士官。

### 民間人
ハイマン・グエント
SDF-1改修計画推進派議員。傲慢な言動で煙たがられており、クローディアからは「タヌキおやじ」と呼ばれる。
ヨッちゃん
娘娘飯店の近所に住んでいる子供。店の仕事を手伝う。おこげもなついている。
おこげ
通称コゲ。リン・ミンメイの飼っているペット。オスのフェレットらしい。服を着せられている。
リン・カイフン
音楽プロデューサー。眼鏡をかけた美青年で、ミンメイの個人レッスンをしている。

### ゼントラーディ軍
ブリタイ・クリダニク7018
ゼントラーディ軍の艦隊司令。
エキセドル・フォルモ
記録参謀。ブリタイの部下。
カムジン・クラブシェラ
ボドル基幹艦隊所属第109分岐艦隊所属第7空間機甲師団のゼントラーディ兵。「味方殺しのカムジン」と呼ばれている。
ゴル＝ボドルザー
ゼントラーディ軍第118基幹艦隊の司令。
ラプラミズ7938
ボドルザー直衛部隊を率いるメルトラン。
ミリア639
ラプラミズの部下。

### 反統合同盟軍
ヴィクトール・グリシカ
反統合同盟軍の潜水艦クリリスクの艦長。
謎の少女（仮称）
反統合連合によるSDF-1襲撃戦において、Sv-51のパイロットとして参戦する少女。コールサインは「キューピット」。
交戦したフォッカー曰く、操縦センスはマヤン島近海戦にて戦闘を繰り広げたD.D.イワノフと似ているという。

## 登場兵器
基本的にはテレビアニメ版が元となっているが、VF-1Dは天神英貴が、VF-1J改は河森正治がアレンジを行っている。なお、進宙式前のエピソードであるWeb版では多数の現用兵器が登場している。

### 統合軍
- メガロード
- SDF-1 マクロス
- 空母プロメテウス
- SLV-III 強襲揚陸艦ダイダロス
- VC-33 マムズキッチン
- アベンジャーII
- VF-1A バルキリー／GBP-1Sアーマードパック装備
- VF-1D バルキリー VT102号機
- VF-1S バルキリー ロイ・フォッカー・スペシャル／GBP-1Sアーマードパック装備
- F-203 ドラゴンII
- VC-27 タニー
- QF-3000E ゴースト
- 哨戒ヘリ PHP-202
- 統合軍CVN[5]
- 宇宙空母アームド1
- 宇宙空母アームド2
- デストロイド・モンスター
- デストロイド・ディフェンダー
- デストロイド・トマホーク
- デストロイド・スパルタン
- VF-1J改 一条輝機
- VF-4 ライトニングIII
- VF-0 フェニックス
- UH-60
- F-14
- F-16
- アーレイ・バーク級駆逐艦

### 反統合同盟軍
- 改アクラ級潜水艦
- SV-51
- オクトス

### 民間用機
- ファンレーサー

### ゼントラーディ
- リガード
- グラージ
- 空戦ポッド
- ノプティ・バガニス

## 単行本
1. 2009年11月10日発売、ISBN 978-4047153196
2. 2010年9月25日発売、ISBN 978-4047155275
3. 2011年6月25日発売、ISBN 978-4047157217
4. 2012年6月8日発売、ISBN 978-4041202937
5. 2013年3月20日発売、ISBN 978-4041206478
6. 2015年5月26日発売 ISBN 978-4041210994